# Лесковац (Петровац)
Лесковац је насеље у Србији у општини Петровац на Млави у Браничевском округу. Према попису из 2022. било је 254 становника.
Овде се налази Кућа Љубише Јанковића у Лесковцу (Петровац).

## Демографија
У насељу Лесковац живи 329 пунолетних становника, а просечна старост становништва износи 47,4 година (45,4 код мушкараца и 49,3 код жена). У насељу има 134 домаћинства, а просечан број чланова по домаћинству је 2,91.
Становништво у овом насељу веома је нехомогено, а у последња три пописа, примећен је пад у броју становника.
|  |

| Демографија | Демографија | Демографија |
| Година      | Становника  | Становника  |
| ----------- | ----------- | ----------- |
| 1948.       | 664         |             |
| 1953.       | 701         |             |
| 1961.       | 665         |             |
| 1971.       | 663         |             |
| 1981.       | 654         |             |
| 1991.       | 616         | 508         |
| 2002.       | 390         | 573         |
| 2011.       | 359         |             |

| Етнички састав према попису из 2002.‍ | Етнички састав према попису из 2002.‍ | Етнички састав према попису из 2002.‍ | Етнички састав према попису из 2002.‍ | Етнички састав према попису из 2002.‍ |
| ------------------------------------ | ------------------------------------ | ------------------------------------ | ------------------------------------ | ------------------------------------ |
|                                      |                                      |                                      |                                      |                                      |
| Југословени                          | Југословени                          |                                      | 183                                  | 46,92%                               |
| Срби                                 | Срби                                 |                                      | 170                                  | 43,58%                               |
| Власи                                | Власи                                |                                      | 26                                   | 6,66%                                |
| Румуни                               | Румуни                               |                                      | 3                                    | 0,76%                                |
| Роми                                 | Роми                                 |                                      | 1                                    | 0,25%                                |
| непознато                            | непознато                            |                                      | 2                                    | 0,51%                                |

| Година пописа     | 1948. | 1953. | 1961. | 1971. | 1981. | 1991. | 2002. |
| ----------------- | ----- | ----- | ----- | ----- | ----- | ----- | ----- |
| Број домаћинстава | 160   | 169   | 170   | 162   | 161   | 159   | 134   |

| Број чланова      | 1  | 2  | 3  | 4  | 5  | 6 | 7 | 8 | 9 | 10 и више | Просек |
| ----------------- | -- | -- | -- | -- | -- | - | - | - | - | --------- | ------ |
| Број домаћинстава | 26 | 45 | 22 | 13 | 16 | 8 | 4 | 0 | 0 | 0         | 2,91   |

| Пол    | Укупно | Неожењен/Неудата | Ожењен/Удата | Удовац/Удовица | Разведен/Разведена | Непознато |
| ------ | ------ | ---------------- | ------------ | -------------- | ------------------ | --------- |
| Мушки  | 162    | 27               | 113          | 11             | 11                 | 0         |
| Женски | 181    | 16               | 115          | 39             | 9                  | 2         |
| УКУПНО | 343    | 43               | 228          | 50             | 20                 | 2         |

| Пол    | Укупно                    | Пољопривреда, лов и шумарство | Рибарство                            | Вађење руде и камена | Прерађивачка индустрија       |
| ------ | ------------------------- | ----------------------------- | ------------------------------------ | -------------------- | ----------------------------- |
| Мушки  | 78                        | 41                            | 0                                    | 1                    | 10                            |
| Женски | 68                        | 39                            | 0                                    | 0                    | 9                             |
| УКУПНО | 146                       | 80                            | 0                                    | 1                    | 19                            |
| Пол    | Производња и снабдевање   | Грађевинарство                | Трговина                             | Хотели и ресторани   | Саобраћај, складиштење и везе |
| Мушки  | 2                         | 2                             | 9                                    | 3                    | 1                             |
| Женски | 0                         | 0                             | 3                                    | 2                    | 0                             |
| УКУПНО | 2                         | 2                             | 12                                   | 5                    | 1                             |
| Пол    | Финансијско посредовање   | Некретнине                    | Државна управа и одбрана             | Образовање           | Здравствени и социјални рад   |
| Мушки  | 0                         | 1                             | 2                                    | 1                    | 1                             |
| Женски | 0                         | 0                             | 1                                    | 3                    | 8                             |
| УКУПНО | 0                         | 1                             | 3                                    | 4                    | 9                             |
| Пол    | Остале услужне активности | Приватна домаћинства          | Екстериторијалне организације и тела | Непознато            | Непознато                     |
| Мушки  | 0                         | 0                             | 0                                    | 4                    | 4                             |
| Женски | 1                         | 1                             | 0                                    | 1                    | 1                             |
| УКУПНО | 1                         | 1                             | 0                                    | 5                    | 5                             |